# Нагата Міцуру
Нагата Міцуру (яп. 永田 充, нар. 6 квітня 1983, Шідзуока) — японський футболіст.

## Виступи за збірну
2010 року дебютував в офіційних матчах у складі національної збірної Японії. Відтоді провів у формі головної команди країни 2 матчі.

## Статистика виступів
| Збірна Японії | Збірна Японії | Збірна Японії |
| Роки          | Ігри          | голи          |
| ------------- | ------------- | ------------- |
| 2010          | 1             | 0             |
| 2011          | 1             | 0             |
| Усього        | 2             | 0             |

## Титули і досягнення
- Володар Кубка Азії: 2011